# Résistants polonais en France durant la Seconde Guerre mondiale
Les Résistants polonais en France durant la Seconde Guerre mondiale ont appartenu à plusieurs réseaux de la Résistance intérieure française apparus en France pendant la Seconde Guerre mondiale et furent exceptionnellement nombreux, plus de 50 000 en 1944, tout en ayant été parmi les premiers, dès l'armistice de juin 1940.
Le mot d’ordre d'action immédiate, malgré le risque des représailles allemandes, a eu beaucoup de succès chez les jeunes immigrés polonais, impatients de venger l’occupation simultanée, par les Allemands, de leurs deux pays, Pologne et France.
Les deux principaux réseaux étaient la Main-d'œuvre immigrée (MOI), rapidement rebaptisée FTP-MOI, principalement formés de l'immigration polonaise dans le bassin minier du Nord-Pas-de-Calais sur une ossature de volontaires des brigades internationales durant la guerre d'Espagne, et l'Organisation polonaise de lutte pour l'indépendance (POWN), qui a succédé au Réseau F2 lié au gouvernement polonais en exil à Londres, et formé des réfugiés de l'Armée polonaise en France. Les résistants du premier réseau appartiennent à la structure FTP-MOI, qui défend aussi Paris, Lyon, Grenoble, ou encore Toulouse .
Chez les mineurs de fond, plusieurs milliers de Polonais avaient avant-guerre été renvoyés chez eux dans les cinq années qui ont suivi le krach de 1929, parfois pour fait de grève. Des milliers d'autres sont ensuite tués lors de la guerre d'Espagne puis dans la Résistance, deux épisodes où ils furent particulièrement exposés. Ceux nés en France ou arrivés petits "apparaîtront en pleine lumière avec l’engagement dans la Résistance", les historiens recherchant les archives sur la période qui précède, qui les voit rester "au second plan".
Par la suite, entre 1945 et 1949, environ 62 000 Polonais de France sont revenus en Pologne via une reemigracja massive, d'abord spontanée puis organisée, parmi lesquels 5 000 à 6 000 mineurs du Nord-Pas-de-Calais, dont de nombreux résistants communistes qui souhaitaient reconstruire leur pays à cause de l'arrivée au pouvoir d'un gouvernement soutenu par l'Union soviétique. Leur retour a rendu plus difficile la connaissance de l'histoire des résistants polonais en France.

## Contexte

### Les réfugiés de la guerre d'Espagne
Les Polonais ont constitué plus de 14% de tous les volontaires des brigades internationales durant la guerre d'Espagne en 1936-1939, leur effectif comptant 5 000 hommes pendant deux ans de luttes, dont presque la moitié étaient Juifs et 3 000 issus de l’immigration polonaise demeurant en France, en grande partie l'immigration polonaise dans le bassin minier du Nord-Pas-de-Calais. Ils ont formé en Espagne les Bataillons Dombrowski. Cette expérience précieuse fit qu'ils étaient déjà préparés aux actions de résistance active et à l'usage des armes. Ils participation active dans l'Organisation spéciale de Combat, une branche quasi-militaire créée en automne 1940, et au sein des Bataillons de la Jeunesse, fondés à l'été 1941.

### Les réfugiés de la débâcle de 1939
Une nouvelle vague de réfugiés polonais, principalement des militaires, venus dans leur fuite de Hongrie, Roumanie et des Pays Baltes, afflua en France, pas seulement dans le Nord du pays, au moment de la défaite de septembre 1939 et formera en partie l'Armée polonaise dans la bataille de France. Sur un total de 34 000 Polonais réfugiés en France et en Grande-Bretagne jusqu'à la mi-juin 1939, environ 85 %, soit un total proche de 30 000 restèrent en France.
Un accord franco-polonais fut conclu le 9 septembre 1939 puis élargi: ce qui devait être une simple division devint l'Armée polonaise en France. En juin 1940, lors de la défaite face aux Allemands, les Forces Armées Polonaises à l'ouest comptaient 84461 hommes, dont plus de 75 000 en France.
Un quart de ces soldats polonais (20 000 environ) ont réussi se replier en Grande-Bretagne avec le gouvernement polonais en exil à Londres. Les unités restées en France ont été dissoutes et leurs combattants tentèrent, souvent sans succès, de passer par eux-mêmes à Londres.
En 1940, les associations polonaises cessent de fonctionner, interdites par l’occupant. Dès le début de la Résistance polonaise en France, jugée par les historiens moins victime de la Gestapo car composée de militants en général plus expérimentés, deux tendances émergent : l'une liée au gouvernement polonais à Londres, l'autre aux organisations ouvrières, dont le Parti communiste français.
L'ambassade et les consulats polonais en France, d'abord évacués à Lisbonne, se chargent à leur retour de démobiliser une partie de ces soldats polonais dans une vingtaine de "compagnies de travail" sous commandement polonais, principalement en "zone libre" du Sud de la France, supervisées par le général Franciszek Kleeberg, nommé chef des "Forces Armées Polonaises en France" par le général Wladyslaw Sikorski, ministre-président. Ce sont les groupements de travailleurs étrangers du régime de Vichy, créés par la loi du 27 septembre 1940, qui crée des camps d’internement et succédant aux compagnies de travailleurs étrangers, chargés de fournir une main-d’œuvre bon marché: gros œuvre, mines, grands travaux, agriculture et forestage mais qui fournissent en fait aussi une aide matérielle semi-légale aux soldats et réfugiés civils polonais
Avec le général Giraud, Franciszek Kleeberg conclut un accord pour soutenir un éventuel débarquement allié dans le sud de la France qui n'arrivera qu'en 1944. Fin 1942, l'évacuation des Polonais NE réussit que partiellement: certains sont internés en Espagne dans le camp Miranda del Ebro. En mai 1944, les "Forces Armées Polonaises en France" représentaient encore 12 compagnies de travail et environ 3 300 soldats.

## Effectifs
Au total, environ 50 000 Polonais combattirent au cours des différentes périodes de l'été 1944 contre les Allemands sur le sol français. Parmi eux, près du dixième, soit environ 5 000, y trouvèrent la mort. Les effectifs des résistants polonais en France ont atteint, au sommet des combats contre l’occupant allemand, au cœur de l'été 1944, environ 41 000 Polonais qui « y participèrent, avec une arme aux mains », répartis entre deux grandes mouvances.
Celle organisée autour du Parti communiste français regroupait 25 000 hommes, dont au moins 15 000 faisaient partie des FTP-MOI, créée dans les années 1920 et renforcés en 1940 par les combattants Dombrowski revenus des brigades internationales de la guerre d'Espagne, et 10 000 de la Milice patriotique polonaise, fondée en 1944 avec le concours des FTP. L'autre grande mouvance, plus proche du gouvernement polonais en exil à Londres, l'Organisation polonaise de lutte pour l'indépendance (POWN), qui a succédé au Réseau F2 de 1940, regroupait environ 16 000 combattants. Par ailleurs, quelque 9 000 ressortissants polonais se sont fondus dans des unités françaises de combat, sans identification d'origine particulière.

### La presse clandestine polonaise en France
La presse clandestine polonaise en France, complétant les brochures, affiches, et tracts, a permis de confirmer la présence très tôt d'une mouvance résistante et patriote dans ses colonnes, aussi bien côté communiste que du côté de la mouvance du gouvernement en exil à Londres. Les journaux du côté communiste, irréguliers et presque tous polytypés sur deux pages, en raison des poursuites de la police sont techniquement inférieurs, globalement, à ceux de la seconde, qui a reçu un soutien financier de Londres.
Henryk Citko, conservateur à la Bibliothèque nationale de Pologne, a publié en août 2017 un récapitulatif indiquant que sur les 28 titres conservés en Pologne, 18 sont proches des communistes polonais en France et 10 des « londoniens », mais un total de 78 titres communistes polonais en France ont existé, pour la plupart conservés en France à la Bibliothèque nationale, du fait des interdictions par la police française qui incitait, pour éviter les poursuites, à les faire renaître rapidement avec un autre nom.
Leur tirage va de 50 et plusieurs milliers d’exemplaires, la dissolution définitive du KPP par Staline en septembre 1938 et l'interdiction du PCF en septembre 1939 ayant accru ces difficultés, mais elle « pénétrait de façon soutenue dans l’immigration polonaise en France en majorité ouvrière », apportant en plus de la vision polonaise celle de Moscou, mais aussi celle de la résistance française, à laquelle participaient les auteurs, et « les idées communistes en général ». Les éditeurs du courant communiste étaient pour la plupart liés au Dziennik Ludowy (Le Journal populaire), un quotidien de qualité que les communistes polonais éditaient en France depuis 1936-1938, dans le sillage du Front populaire, à 25 000 exemplaires par jour.

#### Première création à l'automne 1939
A l'automne 1939 ou au début de 1940 commença à paraître Posiew (Le Semis) rédigé dans la clandestinité, à Paris, par Jerzy Tepicht, Michał Kot, Józef Siwek-Diamand et Marta Marder, des communistes polonais. Ce titre prend la place de Nasz Siew, organe du  Groupe d’initiative chargé des affaires polonaises auprès de l’Internationale communiste.

#### Nord du pays
Puis à l'automne 1940, de manière plus spontanée, parut le premier numéro de Nasz Głos (Notre voix), publiée dans le Pas-de-Calais par des Groupes polonais du PCF, sous la rédaction de Józef Spira,, un militant de la Résistance communiste qui sera transféré en Pologne fin 1941-début 1942. Les rapports de la police allemande, attentive à tout ce qui se passait dans la région stratégique du bassin minier du Nord-Pas-de-Calais, firent immédiatement état de la diffusion de Nasz Głos parmi les Polonais locaux.
Plus tard, en septembre 1941, a émergé le premier numéro de Niepodległość (L'Indépendance), rédigé par le même Józef Spira, mais avec l'aide de Maria Kostecka-Wiernik. Très vite sa publication fut interrompue pour plusieurs mois, en raison du départ en Pologne de son principal rédacteur, l'espace vide étant comblé dès la fin 1941 par Nasza Walka (Notre Combat), organe à la fois central et régional des sections polonaises du PCF-MOI.
Les principaux rédacteurs de ce nouveau titre sont Józef Spira au début, puis Jerzy Tepicht, Michał Kot, Roman Kornecki, Eugenia Łozińska et Józef Siwek-Diamand, tous des anciens du quotidien Dziennik, ou Dziennik Ludowy'. Pour simplifier la sécurité de ses diffuseurs, il est polytypé à Paris par la direction des sections polonaises de la MOI, sa diffusion fluctuant de 600 à 4 500 exemplaires. Il sera en septembre 1944 fusionné avec Niepodległość (1941-1944) sous le titre, cette fois légal, de Niepodległość.

#### Sud du pays
Dans la partie sud du pays, il y eut aussi dès 1940 L'Informator (L'informateur), publié 1940-1941 à Néris-les-Bains et Saint-Étienne, puis remplacé par Na Straży(En Garde), rédigé par Roman Kornecki, Eugenia Łozińska et Julian Andrzejewski, tiré à 2 000 voire 3 000 exemplaires, et cette fois édité à Grenoble et Lyon par la direction des Sections polonaises de la MOI. Dans le bassin minier de Carmaux, en Occitanie, parut un autre périodique polonais d’orientation communiste, le Journal Polonais en France en avril 1944), traduction française d’un « journal polonais.

#### Titres édités par la POWN
Les titres édités par la Organisation polonaise de lutte pour l'indépendance (POWN), ont reçu un soutien financier de Londres qui leur a permis d'être édité dans de meilleures conditions, mais un peu plus tard. Le gouvernement en exil avait au début de la guerre fait passer la consigne d'épargner les forces militantes en vue de la fin de la guerre.
D'août 1941 à juin 1944 a paru un journal irrégulier clandestin, destiné aux cadres de la POWN, édité à Grenoble et à Lyon, rédigé par Jerzy Paczkowski, puis Ryszard Wojna, avec l'aide du chef de la POWN Aleksander Kawałkowski et son adjoint Czesław Bittner. Nommé Walka (Le Combat), il a été fusionné en octobre 1944, avec Polska Pracy et Polski Mit, pour devenir Wolna Polska (La Pologne Libre). Wolność (La Liberté) le remplaça temporairement en novembre 1942. Komunikat (Le Communiqué) était lui un bimensuel clandestin pour les membres et sympathisants de la POWN, édité à Lyon à environ 50—700 exemplaires, par le même Jerzy Paczkowski.
De mai 1942 à juin 1944 fut édité, d’abord à Lyon, puis à Lille à partir d’août et septembre 1943 , le Sztandar, afin de viser les Polonais du bassin minier du Nord-Pas-de-Calais.
Un numéro, exceptionnel fut tiré à 30 000 exemplaires, record absolu de la presse clandestine polonaise en France. Plus tard apparut Wyzwolenie (La Libération), édité à Paris et en février 1945 fusionné, avec d’autres journaux de la POWN (Sztandar, Walka, Komunikat) pour devenir Sztandar Polski L'Etendard Polonais.

## Histoire

### Débuts
Le 16 juin 1940, se croyant minoritaire au conseil des ministres, Paul Reynaud présente sa démission et suggère de confier la présidence du Conseil au maréchal Philippe Pétain, qui effectue le discours radiophonique le 17 juin 1940, mais ne sera investi qu'en juillet. Il fait demander aux Allemands, par l'intermédiaire du gouvernement espagnol, un armistice.
Le lendemain c'est l'appel du 18 juin du général De Gaulle, très peu entendu sur le moment: le Times, le Daily Express et quelques rares journaux français demandent la version écrite, pour la publier.
Juste après, Szczepan Marcinkowski ("Remy"), Wladyslaw Nikiel Czarnecki, et Jôzef Krawetkowski ont formé en juillet 1940 le premier groupe résistant, dans l'est du département du Nord, près de la frontière belge. D'autres ont suivi à Douai, Denain et dans le Pas-de-Calais. 
C'est ainsi au même moment, fin juin et juste avant la défaite française, que s'est constitué à Lens, dans le Pas-de-Calais, le trio de tête des communistes résistants du bassin minier du Nord-Pas-de-Calais comprenait, Stefan Franciszczak, Jan Rutkowski, dit « Szymon », Rudolf Larysz, vite rejoints par Bronislaw Kania, un ex des brigades internationales, les trois derniers étant des anciens des Brigades internationales, membres de la MOI , dissoute, qui "se reconsitue clandestinement au cours de l'été 1940" avec pour "principaux dirigeants" Arthur London, Louis Gronowski, Jacques Kaminski, Edouard Kowalski, Adam Rayski, Marino Mazetti et Boleslaw Maslankiewicz,. Rapidement, sa direction parisienne, composée « de jeunes ouvriers mineurs du Nord-Pas-de-Calais, politiquement inexpérimentés »,, la section juive étant distincte.
Plus tard, à partir de la fin 1941, le mineur Rudolf Larysz diffusera  à Lens le journal clandestin en polonais « Nasza Walka » , et sera en 1941 l'animateur de la Grève des mineurs du Nord-Pas-de-Calais (1941). A Bruay en Artois, il prit la tête des structures émergentes du mouvement de résistance polonais. Dans le département du Nord, à Denain, Eusebio Ferrari a mis sur pied un groupe secret composé des Polonais Tadeusz Cichy, Jan Fröhlich et Aleksander Seredziak. De plus, à la fin de l'été, le réseau souterrain accueille Antoni Kiełtyka, Jan Leszkiewicz, Szczepan Marcinkowski, et Józef Kałka.
A l'automne 1940 émerge la première action de sabotage anti-allemand avec la participation de Polonais. Elle a eu lieu lors de l'attaque anti-allemande de 1940 à Vimy, dans le Pas-de-Calais: le parking rassemblant les véhicules allemands est incendié. Ces Résistants polonais sont ainsi impliqués dans l'Attaque des véhicules allemands de Vimy en septembre 1940.
Après un tract anti-allemand et d'autres actions, la période de sabotage de la production de charbon et de l'exploitation minière a commencé. Dans les mines, le déversement de sable et de limaille dans les cylindres des pistons et les pièces rotatives des machines minières provoquait leur grippage. La descente incontrôlée des chariots avec les déblais dans les puits et sur les rampes les a endommagés et a retardé l'expédition des déblais. Des vis étaient dévissées au niveau des joints des tuyaux alimentant en air comprimé les marteaux pneumatiques, ce qui empêchait la production de charbon.
L'action est opérée par les « groupes spéciaux » de la Main-d'œuvre immigrée (MOI) qui seront ensuite fusionnés avec les « Bataillons de la jeunesse » et l'Organisation spéciale pour être et intégrés aux Francs-tireurs et partisans (FTPF), en 1942 sous l'égide d'un comité militaire dirigé par Charles Tillon et placés sous la direction du Front national fondé par le PCF par un appel publié le 15 mai 1941 dans son quotidien L'Humanité en vue d'un vaste rassemblement patriotique ouvert aux non-communistes pour rallier les différentes composantes de la société française. Une section FTP-MOI est alors créée.
Les anciens des brigades internationales durant la guerre d'Espagne ont mis sur pied, une fois revenus dans le bassin minier du Nord-Pas-de-Calais, des unités polonaises chargées des nombreuses opérations de sabotage, d'abord contre les pylônes à haute-tension puis contre l’infrastructure ferroviaire . L'importante production de charbon et de la proximité de l'Angleterre a rendu ces action stratégiques dans les débuts de la guerre. Ce sera seulement un peu plus tard, entre 1942 et 1943, que des unités de combats polonais des FTP-MOI sont apparues elles aussi au Sud de la France.
Au même moment un réseau de Résistance franco-polonais nommé Réseau F2 fut créé en juillet 1940 à l'initiative du gouvernement polonais en exil à Londres qui organisa, arma et finança des réseaux clandestins polonais dans tous les pays occupés où vivaient de nombreux Polonais, notamment en France et dans les colonies françaises. Le Réseau F2 fut placé sous le commandement exclusif d'officiers polonais. Doté également de ses propres moyens radio, il fut la première et la plus importante (numériquement) organisation de résistance à exercer son activité clandestine sur le sol français.

### Répression après la grève de mai 1941
L'activité intense des résistants polonais s'est avérée très gênante pour les Allemands et déclencha une répression très sévère en particulier après la grande grève patriotique des cent mille mineurs du Nord-Pas-de Calais de mai-juin 1941.
Les Polonais furent au premier rang des étrangers arrêtés en France entre juin 1941 et février 1942, pour la plupart dans les deux départements septentrionaux de la France, la police française leur appliquant le qualificatif de « terroristes ».
Cette activité intense des résistants polonais a par ailleurs entraîné aussi le début des déportations des mineurs polonais pour aller travailler en Allemagne, tandis que les résistants cadres des FTP-MOI subissaient de nombreuses arrestations.
Par exemple, entre 1942 et 1943 dans le département du Nord, leurs effectifs ont chuté de moitié. Leurs têtes étaient mises à prix. Il sera donc décidé, par précaution le passage clandestin d’un certain nombre de responsables communistes polonais vers le Sud de la France, pour créer entre 1942 et 1943, d'autres unités de combat polonaises des FTP-MOI. Les Résistants polonais de France ont été aussi transférés secrètement par les réseaux résistants vers les territoires polonais occupés par les Allemands, afin de renforcer les cadres du Parti ouvrier polonais (Polska Partia Robotnicza) et sa branche militaire, la Garde populaire (Gwardia Ludowa), au moment où elle s'est constituée.
Les postes de responsabilité des « trios » de la FTP-MOI furent même parfois vacants, y compris dans le bassin minier du Nord-Pas-de-Calais, doté du plus grand réservoir de militants. Ces problèmes ont été surmontés au cours second semestre 1943, la surveillance par un commandant des unités polonaises des FTP-MOI fut abandonnée et permit un renouvellement.

### Automne 1941
A l'automne 1941, une nouvelle organisation voit le jour. C'est l'Organisation polonaise de lutte pour l'indépendance (POWN), placée sous l'autorité du colonel Daniel Zdrojewski, et répondant au Haut commandement polonais à Londres (général Marian Kukiel). Dans le Pas-de-Calais, les Résistants polonais sont impliqués dans l'Attaque de la poudrière de Beaumont-en-Artois.
Créée le 6 septembre 1941 dans le sud du pays, sous l'inspiration du Consul général Aleksander Kawałkowski,, elle dépendait du ministère de l'intérieur du gouvernement polonais en exil à Londres avec pour ambition de regrouper une partie importante des mouvements de résistance polonais agissant en France sous les noms de code de Monica (ou Monika) - Monique-bas (en zone libre) et Monique-haut (en zone occupée).
En septembre 1941, l’occupant allemand est obligé de lancer des recherches pour tenter de retrouver un énorme stock d'une demi-tonne de dynamite dérobé à l'occasion de l'attaque de la poudrière de Beaumont-en-Artois, le 23 septembre,,,,,,,,, appelée « coup de Beaumont ». Le stock sera ensuite dispersé en lots d'une quarantaine de kilos chacun, qui servirent à de nombreux actes de sabotage dans le département.

### Été 1942
L'occupant allemand en France déporte plusieurs milliers de civils ukrainiens et de prisonniers de guerre soviétiques dans le Nord-Pas-de-Calaisà partir du début de l'été 1942, car il veut accroître la production de charbon, qui a continué à baisser. C'est dans ce but qu'émerge à Marles-les-Mines un camp de prisonniers de guerre au pied du terril du puits numéro 5. Une dizaine de camps de prisonniers de guerre seront mis en place dans le bassin minier, dont un autre près d'Hénin-Beaumont, avec des baraquements érigés près d’Hénin-Liétard à Beaumont-en-Artois, les deux communes n’ayant pas encore fusionné.
La connaissance des langues russe et française permit aux Polonais de faciliter les contacts entre ressortissants soviétiques et FTPF mais aussi leurs évasions. Début de 1944, l’effectif total des « groupes de langue » polonais de la MOI était remonté à 1 370 membres puis environ 2 500 en septembre 1944, selon des rapports écrits. Certains ont commandé des détachements plurinationaux comme la 35e Brigade des FTP-MOI, dirigée par dans le Sud-Ouest par Jan Gerhard et Marcel Langer Zamojski.

### Année 1943
Les communistes polonais en France, qui ne constituent qu'une partie des résistants polonais en France durant la seconde guerre mondiale, changent de tactique au cours de l'année 1943, qui voit le PCF intégrer le Conseil National de la Résistance (CNR) en 1943, et fondent de nouvelles organisations à vocation élargie et aux noms polonais, reprenant le slogan « la bataille pour la France est aussi la bataille pour la Pologne » :
- au Sud de la France, c'est le cas de "l'organisation politique clandestine" et de "l'Organisation d’Aide à la Patrie (Organizacja Pomocy Ojczyźnie), qui sera ensuite étendue au Nord.
- l'Union de Femmes polonaises « Maria Konopnicka » (Związek Kobiet Polskich im. Marii Konopnickiej).
- l'Union de la Jeunesse polonaise « Grunwald » (Związek Młodzieży Polskiej „Grunwald”).
- le PKWN, ou "Comité polonais de Libération nationale en France" (Polski Komitet Wyzwolenia Narodowego we Francji, PKWN), avec ses comités locaux, fondé en avril 1944 dans le Pas-de-Calais pour réunir ces trois associations assurer une représentation politique des immigrés polonais de gauche ne reconnaissant pas le gouvernement polonais de Londres.

En allusion à la POWN dont l'attitude était jugée "polonocentriste" fut aussi fondé un "Comité d’Action et de Défense des Immigrés" (CADI) se donnant pour objectif de représenter les immigrés de gauche au sein du CNR.
En Bourgogne, le PCF était peu implanté avant-guerre mais Boleslaw Maslankiewicz, membre du triangle national de direction de la section polonaise de la MOI,, est alors chargé en 1942 de développer l'organisation dans cette région, jugée en retard sur le bassin minier du Nord-Pas-de-Calais, via de "fréquentes missions" en créant de "groupes de sportifs". Plusieurs mineurs ont rejoint à l'hiver 1943-1944 le maquis "Bargiel", situés aux limites de 3 départements bourguignons{{}}, composé d'évadés russes et de FTP-MOI des mineurs polonais à Montceau-les-Mines, parmi lesquels Simon Bakowski, du quartier du Bois-du-Vern, Anna Skupien-Grabowska, agent de liaison de la direction nationale FTP-MOI, ou Théodore Plonka, capitaine,,.

### Année 1944
L'année 1944 a vu en effet la création d'un comité quasi-gouvernemental nommé "PKWN" avec son siège à Lublin, quand la gauche communiste et communisante polonaise a pris le pouvoir dans les territoires polonais libérés par l'Armée rouge, en particulier en juillet 1944.
Le PKWN en France a reconnu son autorité nouvelle, en s'appuyant sur le fait que les unités polonaises des FTP-MOI avaient la faveur des maquis français, tout comme les groupes de résistants italiens, plus que la POWN.
Le 20 mars 1944, le gouvernement polonais en exil émet une directive enjoignant à la POWN d'éviter « toute interférence avec la Résistance française et les mouvements communistes ». Néanmoins, le 29 mai 1944, après un accord signé entre Daniel Zdrojewski et Jacques Chaban-Delmas, elle place ses unités combattantes sous le commandement tactique des Forces françaises de l'intérieur. Finalement, elle ne se soumit partiellement aux autorités politiques et militaires de la Résistance Française qu'au printemps 1944.

### Création de la Milice patriotique polonaise
Les FTP-MOI devinrent dès le début de 1944 membres des FFI, comme l'ensemble des FTP. C'est dans ce cadre que la section polonaise de ces FTP-MOI appela en février 1944 à la création de la Milice patriotique polonaise (MPP), pour regrouper les combattants dans les usines, les mines et les zones de fort peuplement polonais. Il est alors créé six régiments de la MPP regroupant au total 9 000 hommes. Elle a en particulier pour mission spécifique de protéger militairement les grèves des mineurs, en particulier dans le bassin minier du Nord-Pas-de-Calais.

### Combats de la Libération
Dès le débarquement des alliés du 6 juin 1944 en Normandie, les unités polonaises des FTPMOI ont relancé le combat contre les Allemands. Le 7 juin, le PKWN a appelé à la mobilisation générale dans les rangs de la MPP et aux grèves des mineurs dans le bassin minier du Nord-Pas-de-Calais. Des déserteurs polonais de la Wehrmacht et de l’organisation Todt ont rejoint ensuite la MPP, souvent par groupes entiers, au fur et à mesure que les forces alliées avançaient. Parmi les combats menés:
- dans le bassin minier de Carmaux, l'action fut menée par le détachement du capitaine des FFI Roman Piotrowski[1] ;
- dans celui de Montceau-les-Mines, ce fut par le "groupe Adam Mickiewicz" ;
- dans la région de Saint-Étienne, le bataillon « Étienne » commandé par le capitaine S. Godlewski ;
- près de Lyon, c'est un bataillon « Henryk Dąbrowski », qui est à l'oeuvre[1] ;
- le soulèvement de Paris fut soutenu par la compagnie « Stanislas Kubacki »[1] ;
- un bataillon polono-soviétique fut baptisé « Stalingrad », dirigé par Bolesław Maślankiewicz (avec l’apport des prisonniers de guerre soviétiques évadés)[1].

Dans le bassin minier du Nord-Pas-de-Calais, les Polonais participent en très grand nombre aux combats de la Libération, selon les rapports conservés puis à la libération de Lille et de Valenciennes. La milice patriotique polonaise fut très active à Libercourt, Marles-les-Mines, Noeux-les-Mines et Montigny-en-Gohelle. Les Polonais sont très actifs en particulier à Bruay-en-Artois, où sept Polonais trouvent la mort. Ils ont tué 52 soldats allemands, brûlé deux tanks et pris environ 300 prisonniers, 4 canons, un émetteur radio, 200 fusils et fusils mitrailleurs et 11 mitrailleuses, mais perdent aussi au moins 19 hommes.
Des affrontements ont lieu aussi à La Clarence, Barlin, Hersin-Coupigny, Labourse, Courrières, Hénin-Liétard et Lens, sur la route Lens-Béthune, à Armentières, Calonne-Ricouart, et Hulluch. Dans la ville de Sallaumines, une unité polonaise poursuit les Allemands jusqu'à Hazebrouck. D'autres Polonais participent à la poursuite des Allemands jusqu'à la poche de Dunkerque, dans laquelle ces derniers resteront assiégés jusqu'en 1945 et en particulier à la première étape du blocage de ce port.
Dans le département du Nord, ils participent aux batailles pour la libération de Lille et de Valenciennes. Plus au sud, ils contribuent fortement à la libération d'Auby, près de Douai et y perdent six hommes mais aussi de Waziers. Mettant en fuite une colonne allemande près de Bruay-Thiers, ils libèrent une centaine de prisonniers marocains.